# Caesar (1648)
Caesar var ett svenskt örlogsskepp om 56 kanoner. (ex Heliga Tre Konungar?) Sjöhjelms viceamiralsskepp under i slaget i Öresund. Sändes 1677 av Henrik Horn att understödja den vid Stevns grundstötta Regalskeppet Draken och blev därvid övermannad och tagen av danskarna.